# Гётит
Гёти́т — минерал, назван в честь великого немецкого поэта, философа, естествоиспытателя и коллекционера минералов И. В. Гёте. Синоним — железная руда игольчатая.

## Свойства

Кристаллы гётита, образец 8 см. Из пегматитов Володарск-Волынска, Украина.

Цвет: жёлтый, охряно-жёлтый, жёлто-бурый, бурый. Блеск: от алмазного до тусклого, в волокнистых разностях — атласный, шелковистый. Полупрозрачен. Цвет черты (цвет в порошке) — от охряно-жёлтого до буро-жёлтого. Твёрдость: 5—5,5. Хрупкий. Плотность 4,3. Спайность совершенная по (010), ясная по (100). Сингония ромбическая, ромбо-дипирамидальный вид симметрии.

## Формы нахождения
Кристаллы игольчатые, пластинчатые, столбчатые; землистые, порошкообразные массы; почковидные радиально-лучистые тонковолокнистые агрегаты («бурая стеклянная голова»); ноздреватые конкреции, сферолитовые почковидные корки и псевдосталактиты. Под паяльной трубкой плавится с трудом, чернеет и намагничивается (так как теряет воду и превращается в магнитный оксид). Растворим в соляной кислоте.

## Сопутствующие минералы
Гематит, пирит, сидерит, лепидокрокит, ярозит, псиломелан, магнетит, кварц, халцедон, кальцит.

## Происхождение и месторождения
Встречается в виде продукта выветривания; образуется при нормальных температуре и давлении из других железосодержащих минералов: сидерита, магнетита, пирита и др., либо как продукт осаждения в болотах и других природных источниках. Основной компонент лимонита, входит в состав бурых железняков. Изредка встречается как гидротермальный минерал в виде игольчатых и столбчатых кристаллов. Часто находится в виде включений в кристаллах кварца, в халцедонах и в агатах.
Распространён очень широко. Примеры месторождений: Холлертсцуг (нем.) (Германия); Пршибрам, Яхимов (Чехия); Железник (словацк.), Рудняны (словацк.), Рожнява (Словакия); Брокен-Хилл (Австралия); Уауа, Ноб-Лейк (Канада), Мон-Рок, Монредон-Лабесонье, Шайак, Гаргас (Франция); Боталлак (англ.), Лостуитиель (англ.), Редрут (Великобритания); пегматитовое поле Володарск-Волынское (Украина); Бакальское месторождение, Гайское месторождение, Курская магнитная аномалия (Россия).